# 馬拉之死
《馬拉之死》（法語：La Mort de Marat或者Marat Assassiné）是雅克-路易·大卫繪製的一幅油畫作品，是法國大革命時代最著名的畫作之一。此畫描繪的是法國革命家、記者让-保尔·马拉被夏绿蒂·科黛刺殺、死在浴缸之中的場景。

## 描述
在這幅作品中，馬拉的形象在一定程度上被理想化了。例如馬拉生前有著的皮膚問題就沒有在這裡表現出來。但這幅作品仍包含有大量真實的細節，畢竟畫家大衛曾在馬拉死後前往其住所，並看到了當時確實存在的一些事物，例如綠色的圍毯、馬拉手握的紙張以及筆。大衛創作這幅畫的目的便是悼念馬拉之死，將其描繪成了為革命而獻身的“殉道者”。